# Pihalni cirkus
Pihalni cirkus je album Roka Nemaniča in Orkestra Slovenske vojske, ki je izšel 21. decembra 2021 na glasbenem CD-ju, v pretočni in digitalni obliki MP3 v samozaložbi Nemo.
Izdajo je sofinanciralo Ministrstvo za kulturo Republike Slovenije.

## Seznam posnetkov
Avtor glasbe in priredb je Rok Nemanič (Nemo).
| CD              | CD                                    | CD      |
| Št.             | Naslov                                | Dolžina |
| --------------- | ------------------------------------- | ------- |
| 1.              | „Uvertura‟                            | 1:55    |
| 2.              | „Tri zvezde‟                          | 6:06    |
| 3.              | „Gozdni škrat‟                        | 4:00    |
| 4.              | „Son of James‟ (skupaj z Balkan Boys) | 6:35    |
| 5.              | „Aqualand‟ (skupaj z Balkan Boys)     | 6:01    |
| 6.              | „Cirkus marš‟                         | 2:48    |
| Skupna dolžina: | Skupna dolžina:                       | 27:25   |

## Videospot
Orkester Slovenske vojske je decembra 2021 na Pokljuki posnel predstavitveni video za koračnico »Cirkus marš« (posnetek 6).

## Sodelujoči

### Orkester Slovenske vojske
- Aljoša Deferri – dirigent
- Gregor Vidmar – predvodnik (v videospotu)
- Janez Benko – klarinet (solo na posnetku 2)

### Balkan Boys
sodelujejo pri posnetkih 4 in 5
- Rok Nemanič – trobenta (solo na posnetku 4)
- Andrej Štrekelj – trobenta
- Matija Marion – saksofon (solo na posnetkih 4 in 5)
- Žiga Vehovec – harmonika
- Emir Ibrakić – kitara
- Ilj Pušnik – bas kitara
- Uroš Nemanič – bobni

### Produkcija
- Danilo Ženko – glasbeni producent, miks, masteriranje
- Rok Šuster – oblikovanje, fotografija
- Rok Nemanič – producent, vodja projekta